# پارک شبه‌ملی هیدا-کیسوگاوا
پارک شبه‌ملی هیدا-کیسوگاوا (به لاتین: Hida-Kisogawa Quasi-National Park) یک منطقهٔ مسکونی در ژاپن است که در استان گیفو واقع شده‌است.